# Vavoua (underprefektur)
Vavoua är en underprefektur i Elfenbenskusten. Den ligger i departementet med samma namn, i den centrala delen av landet, 170 km väster om huvudstaden Yamoussoukro.